# 美国海军助理部長
海军助理部长 (英语：Assistant Secretary of the Navy，简称ASN)， 是美国海军部文职高级官员的头衔。
1861年至1954年间，海军助理部长是美国海军部第二高级别的文职职位，而且要向美国海军部长汇报工作。後來该职位被美國海軍副部長取代，海军助理部长以及其辦公室被废除。